# Giulia
Giulia  è un nome proprio di persona italiano femminile.

## Varianti
- Alterati: Giulietta[1][2][3]
- Maschili: Giulio[1][3][4]

### Varianti in altre lingue
Di seguito si trova una lista delle varianti del nome in altre lingue
- Albanese: Xhulia
- Bulgaro: Юлия (Julija)
- Catalano: Júlia
- Ceco: Julie
- Croato: Julija
- Danese: Julia
- Finlandese: Julia
- Francese: Julie
- Inglese: Julia, Julie
- Irlandese: Iúile
- Latino: Julia, Iulia
- Ligure: Giulia[5]
  - Alterati: Giulietta
- Lituano: Julija
- Norvegese: Julia
- Olandese: Julia
- Polacco: Julia
- Portoghese: Júlia
  - Alterati: Julinha
- Rumeno: Iulia
- Russo: Юлия (Julija)
  - Alterati: Юленька (Julen'ka)[6], Юлечка (Julečka)[6], Юлька (Jul'ka)[6]
- Serbo: Jулиjа (Julija)
- Slovacco: Júlia
- Sloveno: Julija
- Spagnolo: Julia
- Svedese: Julia
- Tedesco: Julia
- Ucraino: Юлія (Julija)
- Ungherese: Júlia
  - Alterati: Juliska
  - Ipocoristici: Juli, Lili

1. ↑  Tutte le varianti elencate in questa sezione sono verificabili, salvo diversamente specificato, alla nota 2.

## Origine e diffusione
Deriva dal latino Iulia o Julia, che era la forma femminile del cognomen romano Iulius; tipico della gens Iulia, potrebbe risalire a Iovilios o Jovilios ("sacro a Giove", "discendente da Giove"), oppure al termine greco ιουλος (ioulos, "lanuginoso", "dalla barba lanuginosa", "dalla capigliatura crespa"). Dal cognomen derivano i nomi Giuliano e Giuliana; inoltre, a Giulia viene talvolta ricondotto il nome Giulitta, ma la correlazione non è certa.
Il nome viene citato di sfuggita da Paolo di Tarso nella sua lettera ai Romani (16:15), ed è portato da alcune sante e martiri. In base ai dati elaborati dall'ISTAT, Giulia è uno dei nomi più diffusi fra le nuove nate nei primi anni del XXI secolo in Italia, attestandosi in prima posizione tra quelli scelti dai genitori italiani dal 2003 al 2009 e nelle prime 3 posizioni dal 2010 al 2022.

## Onomastico
Generalmente, l'onomastico viene festeggiato il 22 maggio in memoria di santa Giulia, martire in Corsica, ma si ricordano con questo anche altre sante e beate, fra le quali, alle date seguenti:
- 9 gennaio, beata Giulia Della Rena, terziaria agostiniana[11]
- 20 febbraio, beata Giulia Rodzińska, religiosa domenicana, martire a Stutthof[11]
- 8 aprile, santa Giulia Billiart, fondatrice delle Suore di Nostra Signora di Namur[11]
- 16 aprile, santa Giulia, martire a Saragozza sotto Diocleziano[12]
- 17 maggio, santa Giulia Salzano, fondatrice delle Suore catechiste del Sacro Cuore[11]
- 1º ottobre, santa Giulia, martire con i santi Verissimo e Massima a Lisbona[11]
- 7 ottobre, santa Giulia di Augusta, martire in Siria[11]

## Persone

Giulia Clary

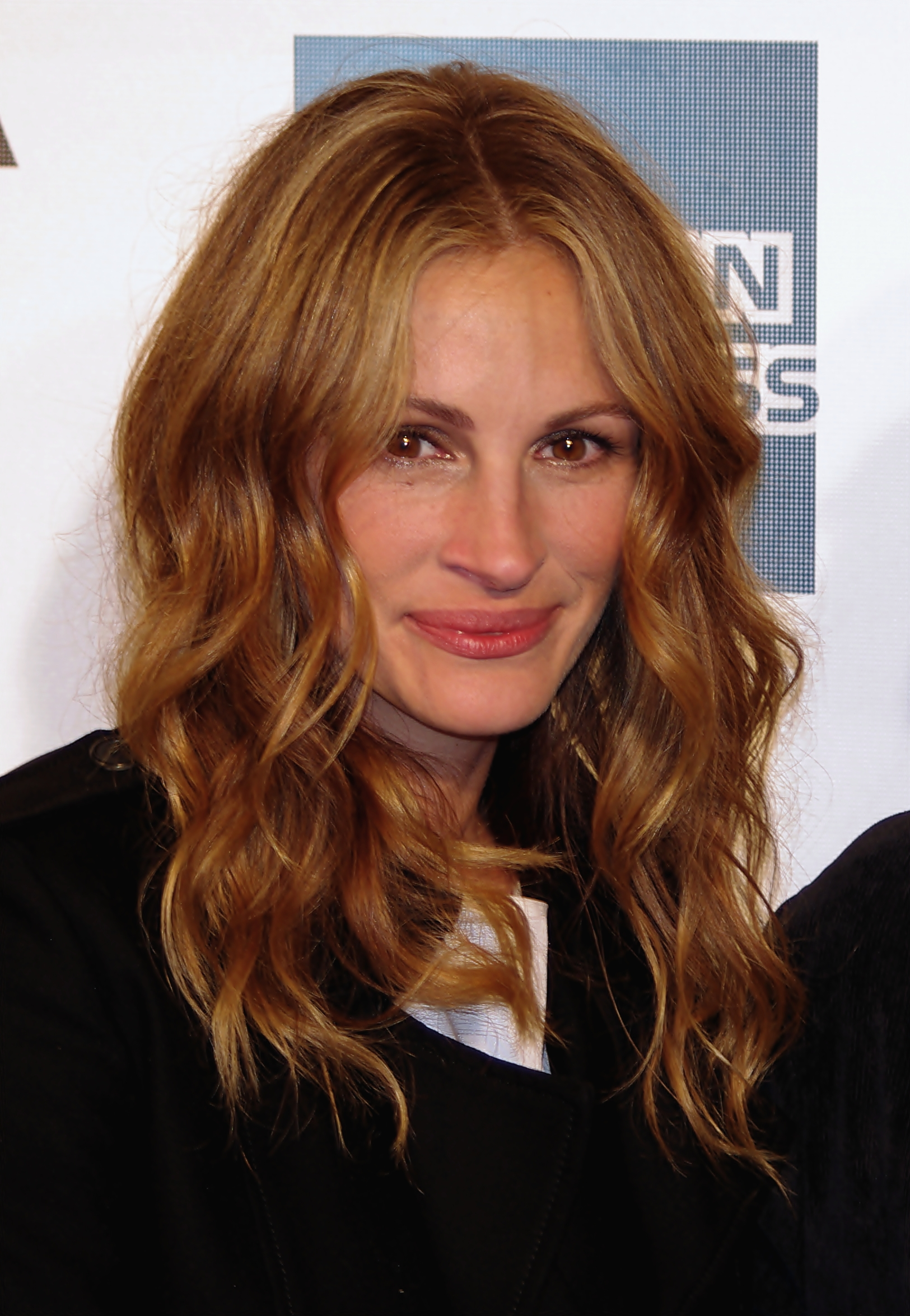
Julia Roberts

- Giulia maggiore, figlia di Augusto e di Scribonia
- Giulia Agrippina Augusta, o Agrippina minore, augusta dell'Impero romano e madre di Nerone
- Giulia Domna, moglie di Settimio Severo e madre di Caracalla
- Giulia Arcioni, atleta italiana
- Giulia Beccaria, figlia di Cesare Beccaria e madre di Alessandro Manzoni
- Giulia Bongiorno, avvocato e politica italiana
- Giulia Boschi, attrice, docente e saggista italiana
- Giulia Clary, regina di Napoli e di Spagna
- Giulia de' Medici, figlia di Alessandro de' Medici
- Giulia Farnese, detta "Giulia la Bella", amante di Alessandro VI
- Giulia Gonzaga, nobildonna italiana, figlia di Ludovico Gonzaga
- Giulia Lazzarini, attrice italiana
- Giulia Occhini, detta la "Dama Bianca", amante di Fausto Coppi
- Giulia Quintavalle, judoka italiana
- Giulia Tofana, assassina seriale italiana

### Variante Julia

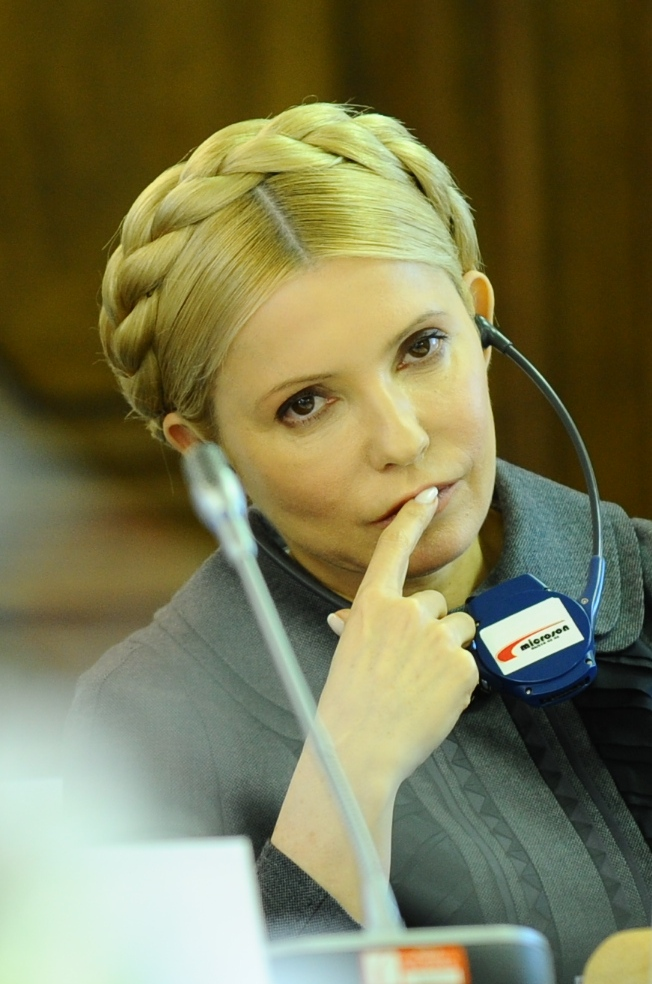
Julija Tymošenko

- Julia Margaret Cameron, fotografa britannica
- Julia Child, cuoca, scrittrice e personaggio televisivo statunitense
- Julia Fischer, violinista e pianista tedesca
- Julia Kristeva, linguista, psicanalista, filosofa e scrittrice francese
- Julia Louis-Dreyfus, attrice e comica statunitense
- Julia Mancuso, sciatrice alpina statunitense
- Julia Medina, cantante spagnola
- Julia Ormond, attrice britannica
- Julia Roberts, attrice statunitense
- Julia Stiles, attrice statunitense

### Variante Julija
- Julija Beniuševičiūtė-Žymantienė, vero nome di Žemaitė, scrittrice lituana
- Julija Čepalova, fondista russa
- Julija Lipnickaja, pattinatrice artistica su ghiaccio russa
- Julija Mazurova, mezzosoprano russo
- Julija Nescjarėnka, atleta bielorussa
- Julija Putinceva, tennista russa, naturalizzata kazaka
- Julija Tymošenko, politica ucraina
- Julija Volkova, cantante russa

### Variante Julie
- Julie Adams, attrice statunitense

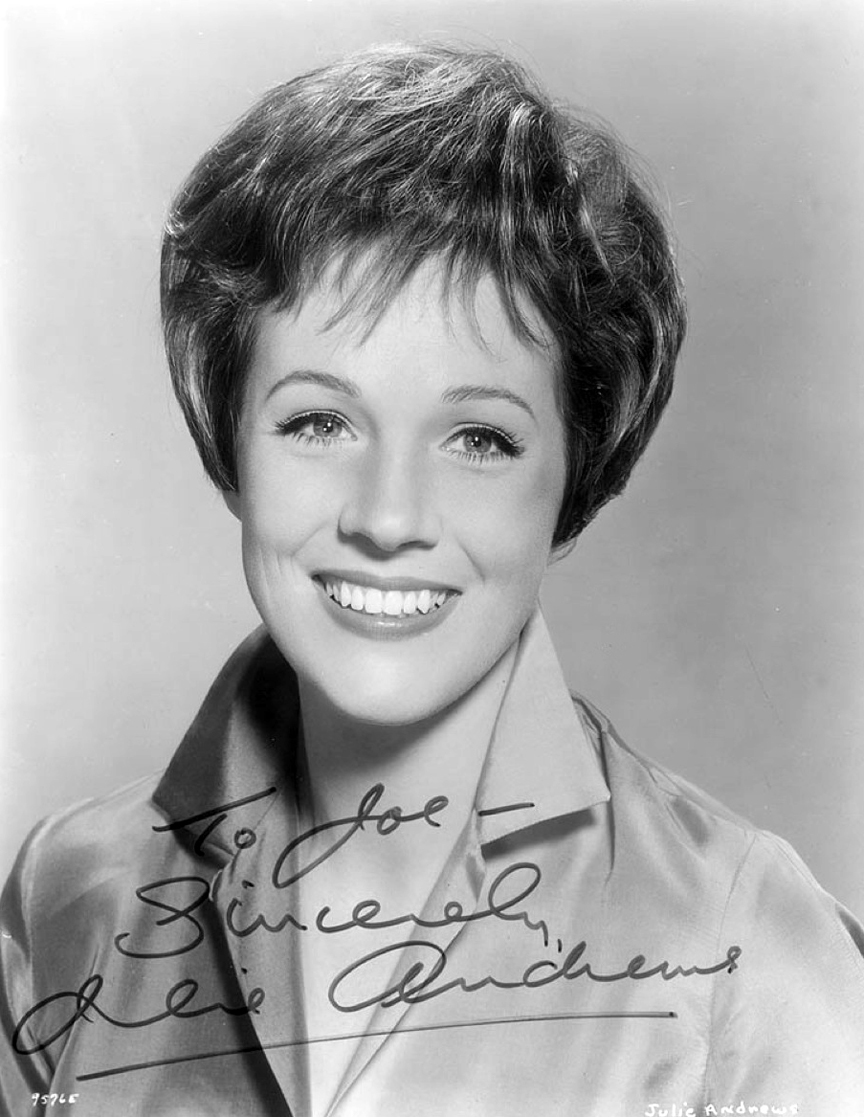
Julie Andrews

- Julie Andrews, attrice, cantante, regista e scrittrice britannica
- Julie Benz, attrice statunitense
- Julie Bowen, attrice statunitense
- Julie Christie, attrice britannica
- Julie Delpy, attrice, regista e sceneggiatrice francese
- Julie Dreyfus, attrice francese
- Julie Ertz, calciatrice statunitense
- Julie Gayet, attrice francese
- Julie Kavner, attrice e doppiatrice statunitense
- Julie Plec, produttrice cinematografica e produttrice televisiva statunitense
- Julie Strain, attrice e modella statunitense
- Julie Walters, attrice britannica

## Il nome nelle arti

### Cinema e animazione
- Giulia è un personaggio dell'omonimo film del 1977, diretto da Fred Zinnemann, basato sul romanzo di Lillian Hellman Pentimento.
- Julia è un personaggio della serie animata Ken il guerriero.
- Julia Lambert è un personaggio del film del 2004 La diva Julia - Being Julia, diretto da István Szabó.
- Giulia Marcovaldo è un personaggio del film del 2021 Luca.

### Fumetti e videogiochi
- Giulia è la protagonista della serie di videogiochi di simulazione per Nintendo DS Giulia passione.
- Julia Carpenter è un personaggio dei fumetti Marvel Comics.
- Julia Kendall è un personaggio della serie a fumetti Julia - Le avventure di una criminologa.

### TV
- Julia Baker è un personaggio della serie televisiva statunitense Giulia.

### Musica
A donne di nome Giulia (o Julia, o altre varianti) sono state inoltre dedicate numerose canzoni (in ordine di autore):
- Giulia degli Alunni del sole (1981)
- Giulia già se ne va di Francesco Baccini
- Memorie di Giulia di Franco Battiato
- Julia dei Beatles (1968)
- Julia di Fred Buscaglione (1958)
- Petite Julie di Riccardo Cocciante (1982)
- Giulia di Fabio Concato (1992)
- Icaro e Giulia di Massimo Di Cataldo
- Giulia degli Estra
- Julia degli Eurythmics (1984)
- Hey Julie dei Fountains of Wayne (2003)
- Le mani di Giulia di Ivan Graziani
- Annajulia di Daniele Groff
- Dedicato a te di Le Vibrazioni (2003)
- Il mistero di Giulia dei Litfiba (1993)
- Il mio amore con Giulia di Little Tony (1966)
- Fragile Giulia di Paolo Meneguzzi (2007)
- Giulia di Nevio (2007)
- Giulia dei Pinguini Tattici Nucleari (2020)
- Julia dream dei Pink Floyd (1968)
- Giulia, versione dance di Gabry Ponte (cover dance della canzone di Togni)
- Giulia si sposa dei Pooh (1990)
- Brava Giulia di Vasco Rossi (1987)
- Giulia degli Statuto (2002)
- Giulia di Gianni Togni (1984)
- Giulia di Antonello Venditti (1978)